# Friedrich Wilke (Unternehmer)
Friedrich Wilke (* 13. Juli 1829 in Guben; † 21. Oktober 1908 ebenda) war ein deutscher Unternehmer.

## Leben
Sein Vater Carl Gottlob Wilke war durch die Entwicklung des durch Dekatieren gegen Feuchtigkeit unempfindlich (und damit wetterfest) gemachten Wollfilzhutes zu einem erfolgreichen Unternehmer geworden. Friedrich Wilke übernahm 1859 den väterlichen Betrieb der Gubener Hutfabrik C. G. Wilke.
Er stiftete 1878 in Guben zur Erinnerung an seine im Alter von 13 Jahren an Typhus verstorbene Tochter das Kinderkrankenhaus Naëmi-Wilke-Stift. Als sein jüngster Sohn Karl Emil Friedrich Wilke 1901 bei einem Unfall ums Leben kam, stiftete er den Neubau der Kirche des Guten Hirten. Nach ihm wurde in Guben der Friedrich-Wilke-Platz benannt.

## Ehrungen
- 1879: Ernennung zum Kommerzienrat
- 1886: Ernennung zum Geheimen Kommerzienrat